# 教育學學士
教育學學士( Bachelor of Education，B.Ed. ) 是本科專業學位，為學生在學校擔任教師做好準備。在坦桑尼亞和肯尼亞等一些國家，學生需要完成實地工作和研究等額外任務，才能完全具備教學資格。它還可能伴隨或隨後進行某些地區教師所需的執照或證書測試。